# Liste der Monuments historiques in Boussières-en-Cambrésis
Die Liste der Monuments historiques in Boussières-en-Cambrésis führt die Monuments historiques in der französischen Gemeinde Boussières-en-Cambrésis auf.

## Liste der Bauwerke
| Bezeichnung      | Beschreibung | Standort | Kennzeichnung | Schutzstatus | Datum | Bild           |
| ---------------- | ------------ | -------- | ------------- | ------------ | ----- | -------------- |
| Kirche St-Médard | Erbaut 1572  | (Lage)   | PA00107908    | Inscrit      | 1990  | weitere Bilder |